# Cantorchilus guarayanus
Cantorchilus guarayanus là một loài chim trong họ Troglodytidae.